# NKD2
NKD2 (англ. Naked cuticle homolog 2) – білок, який кодується однойменним геном, розташованим у людей на короткому плечі 5-ї хромосоми. Довжина поліпептидного ланцюга білка становить 451 амінокислот, а молекулярна маса — 50 055.
| 10         |  | 20         |  | 30         |  | 40         |  | 50         |
| ---------- |  | ---------- |  | ---------- |  | ---------- |  | ---------- |
| MGKLQSKHAA |  | AARKRRESPE |  | GDSFVASAYA |  | SGRKGAEEAE |  | RRARDKQELP |
| NGDPKEGPFR |  | EDQCPLQVAL |  | PAEKAEGREH |  | PGQLLSADDG |  | ERAANREGPR |
| GPGGQRLNID |  | ALQCDVSVEE |  | DDRQEWTFTL |  | YDFDNCGKVT |  | REDMSSLMHT |
| IYEVVDASVN |  | HSSGSSKTLR |  | VKLTVSPEPS |  | SKRKEGPPAG |  | QDREPTRCRM |
| EGELAEEPRV |  | ADRRLSAHVR |  | RPSTDPQPCS |  | ERGPYCVDEN |  | TERRNHYLDL |
| AGIENYTSRF |  | GPGSPPVQAK |  | QEPQGRASHL |  | QARSRSQEPD |  | THAVHHRRSQ |
| VLVEHVVPAS |  | EPAARALDTQ |  | PRPKGPEKQF |  | LKSPKGSGKP |  | PGVPASSKSG |
| KAFSYYLPAV |  | LPPQAPQDGH |  | HLPQPPPPPY |  | GHKRYRQKGR |  | EGHSPLKAPH |
| AQPATVEHEV |  | VRDLPPTPAG |  | EGYAVPVIQR |  | HEHHHHHEHH |  | HHHHHHHFHP |
| S          |  |            |  |            |  |            |  |            |

A: Аланін

C: Цистеїн

D: Аспарагінова кислота

E: Глутамінова кислота

F: Фенілаланін

G: Гліцин

H: Гістидин

I: Ізолейцин

K: Лізин

L: Лейцин

M: Метіонін

N: Аспарагін

P: Пролін

Q: Глутамін

R: Аргінін

S: Серин

T: Треонін

V: Валін

W: Триптофан

Задіяний у таких біологічних процесах, як транспорт, сигнальний шлях Wnt, екзоцитоз, альтернативний сплайсинг, поліморфізм. 
Білок має сайт для зв'язування з іонами металів, іоном кальцію. 
Локалізований у клітинній мембрані, цитоплазмі, мембрані, цитоплазматичних везикулах.